# Vasand
Vasand falu Romániában, Bihar megyében.

## Fekvése
Bihar megyében, a Király-erdő nyúlványai alatt , Nagyváradtól délre fekvő település.

## Története
Az Árpád-kori település első írott nyomára a Váradi regestrumban találhatunk, mely már a 13. század elején említi a községet  egy Szatymaz nevű lakosa nevével kapcsolatban.
Vasand mindig a nagyváradi 1. sz. püspökség birtoka volt.
A trianoni békeszerződés előtt a település Bihar vármegye enkei járásához tartozott.

## Nevezetességek
- Görög k. temploma - 189-ben épült.